# Felice Schiavi

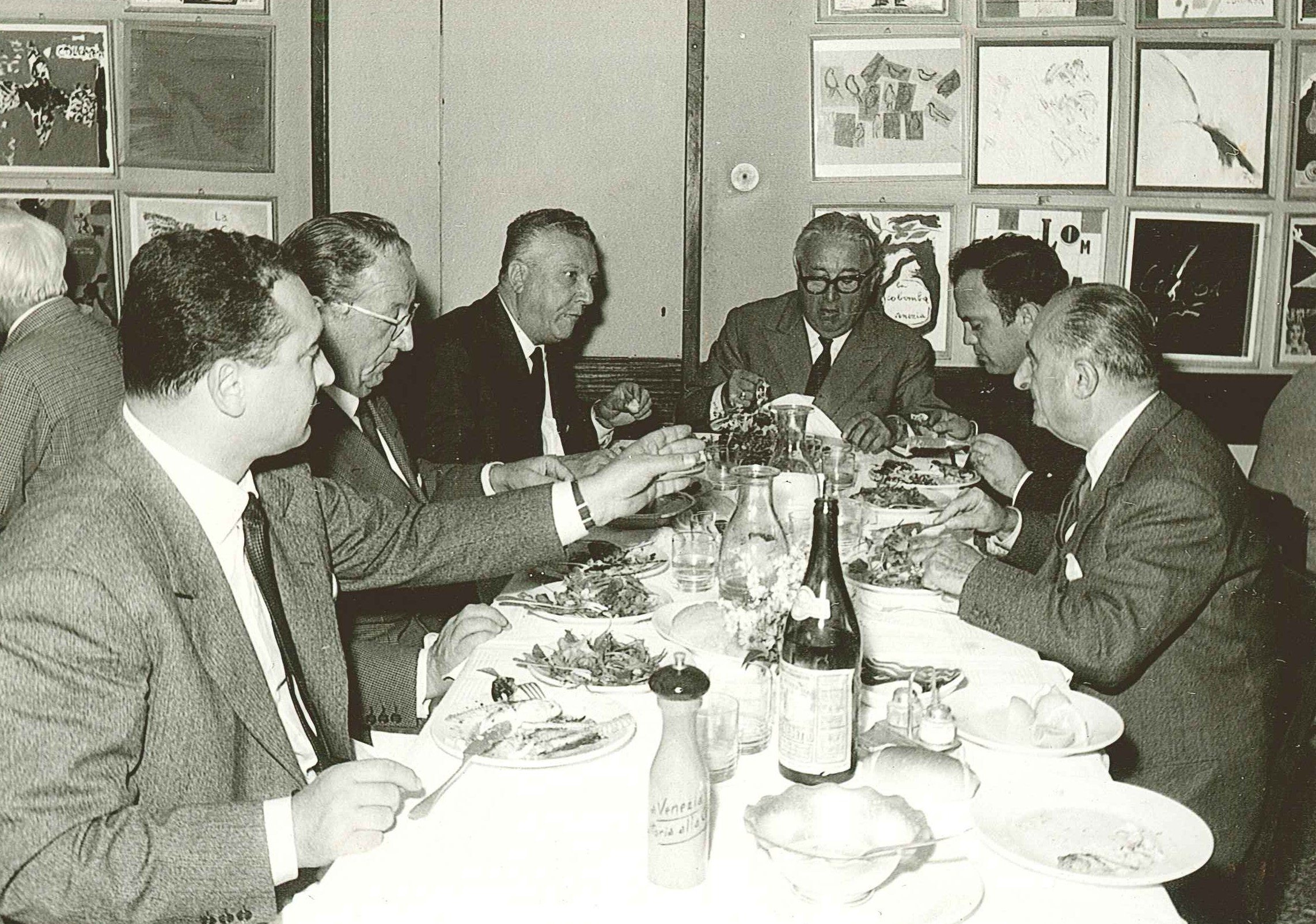
Felice Schiavi (secondo da destra) con Carlo Tagliabue (al centro), a Venezia nel 1963

Felice Schiavi (Arcore, 4 luglio 1931 – Arcore, 3 settembre 2019) è stato un baritono italiano.

## Biografia
Nato ad Arcore, nel secondo dopo guerra lavorò come operaio studiando contemporaneamente canto lirico, vincendo il concorso ASLICO nel 1954 e debuttando nel ruolo Marcello in Bohéme.
Nel 1956 debuttò al Teatro Regio di Parma in Rigoletto. A Parma canterà anche in Lucia di Lammermoor, Tosca (con Raina Kabaivanska), I puritani, La Favorita, L'affare Makropulos di Leoš Janáček. Nel 1958 gli fu assegnata la medaglia d oro come cantante dell’anno a Busseto.
Nel 1959 in una tournée in Inghilterra nel ruolo di Rigoletto conobbe Carlo Tagliabue, che divenne suo maestro per dodici anni. Nel corso degli sessanta si esibì in diversi importanti teatri italiani: Teatro La Fenice di Venezia (debutto in Cavalleria rusticana accanto a Fiorenza Cossotto e Mario del Monaco), Teatro San Carlo di Napoli, Teatro Bellini di Catania, Teatro dell'Opera di Roma, Teatro comunale di Bologna (debutto in La resurrezione di Cristo di Lorenzo Perosi). Apparve inoltre all'estero, in particolare in Francia, dove  cantò per oltre 25 anni (Marsiglia, Parigi, Tolosa, Nizza ecc), e in Spagna (Madrid, Bilbao).
Nel 1968 fece l'importante debutto al Teatro alla Scala come  protagonista di Nabucco. Nel teatro milanese canterà fino alla metà degli anni ottanta, tra le altre in Rigoletto, Pagliacci, Simon Boccanegra (numerose recite, come protagonista, ma più di frequente nel ruolo di Paolo Albiani, in particolare con la direzione di Claudio Abbado), Tosca, I masnadieri, Un ballo in maschera, Il trovatore, per un totale di 112 recite e partecipando alle tournée scaligere a Mosca, New York, Parigi, Berlino, Tokyo, Vienna.
Nel 1981 apparve a Seul in Rigoletto, a Verona in Francesca da Rimini, a Caracalla in Aida e La Gioconda. Nel 1982 venne insignito del titolo di Conmendatore al merito della Repubblica. Nel 1986 iniziò un'attività di docente di canto.

## Repertorio
| Ruolo              | Titolo                 | Autore      |
| ------------------ | ---------------------- | ----------- |
| Escamillo          | Carmen                 | Bizet       |
| Lord Enrico Ashton | Lucia di Lammermoor    | Donizetti   |
| Alfronso XI        | La favorita            | Donizetti   |
| Padre              | Maria d'Alessandria    | Ghedini     |
| Capuleti           | Romeo e Giulietta      | Gounod      |
| Jaroslav Prus      | L'affare Makropulos    | Janáček     |
| Tonio              | Pagliacci              | Leoncavallo |
| Scarpia            | Tosca                  | Puccini     |
| Sommo sacerdote    | Samson et Dalila       | Saint-Saëns |
| Guercio            | La donna senz'ombra    | Strauss     |
| Paolo              | Simon Boccanegra       | Verdi       |
| Nabucco            | Nabucco                | Verdi       |
| Rigoletto          | Rigoletto              | Verdi       |
| Ferrando           | Il trovatore           | Verdi       |
| Francesco          | I masnadieri           | Verdi       |
| Wotan              | L'anello del Nibelungo | Wagner      |
| Donner             | Tristano e Isotta      | Wagner      |
| Gianciotto         | Francesca da Rimini    | Zandonai    |

## Discografia
| Anno                   | Titolo Ruolo           | Cast                                                                 | Direttore      | Etichetta |
| ---------------------- | ---------------------- | -------------------------------------------------------------------- | -------------- | --------- |
| 1972 dal vivo La Scala | Simon Boccanegra Paolo | Piero Cappuccilli, Mirella Freni, Nicolaj Ghiaurov, Gianni Raimondi  | Claudio Abbado | MYTO      |
| 1984 dal vivo Vienna   | Simon Boccanegra Paolo | Renato Bruson, Katia Ricciarelli, Ruggero Raimondi, Veriano Luchetti | Claudio Abbado | RCA       |

## Video
- Simon Boccanegra (DVD) - con Piero Cappuccilli, Mirella Freni, Nicoai Ghiaurov, Veriano Luchetti, dir. Claudio Abbado - dal vivo Parigi 1978 Dreamlife